# Sedaxan
Sedaxan ist ein Isomerengemisch mehrerer chemischer Verbindungen aus der Gruppe der Pyrazol-4-carbonsäureamide. Es besitzt praktische Bedeutung als Pflanzenschutzmittelwirkstoff.

## Verwendung
Sedaxan wurde von Syngenta als Fungizid entwickelt. Sedaxan ist breit wirksam (u. a. gegen Schneeschimmel, Rhizoctonia spp., Flugbrand, Stängelbrand, Steinbrand, Braunfleckigkeit) und gehört zu den SDH-Hemmern.

## Zulassung
Sedaxan ist in der europäischen Union als Wirkstoff zugelassen.
Bisher ist Sedaxan in Deutschland und Österreich, aber noch nicht in der Schweiz zugelassen.